# Envelliment de la població

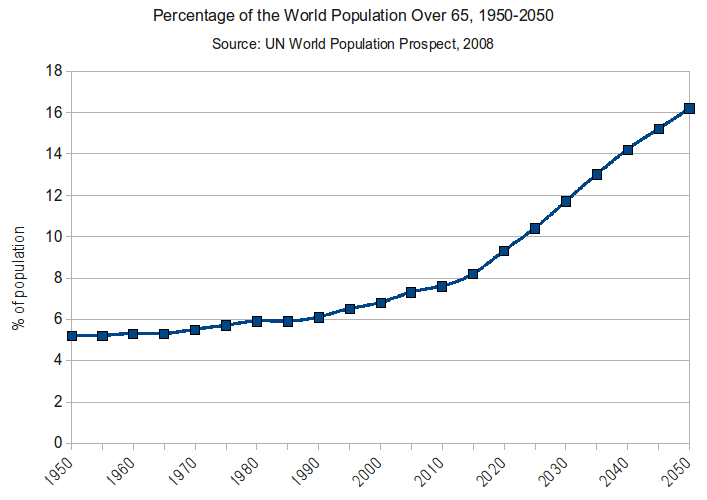
Evolució de la població mundial de més de 65 anys.

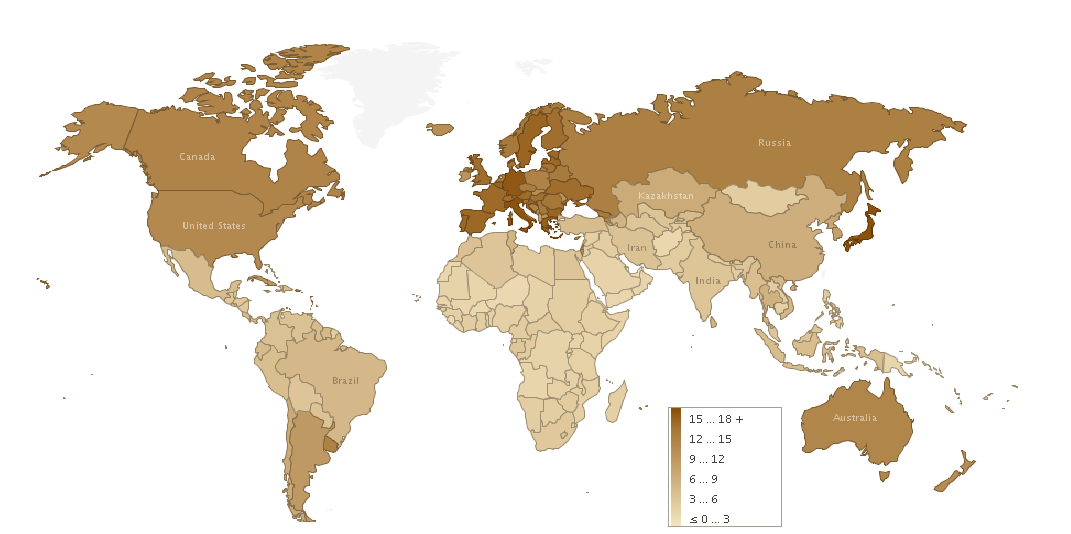
Percentatge de la població amb més de 65 anys. Els països menys desenvolupats tenen poblacions més joves.

L'envelliment de la població és el conjunt de canvis morfològics i fisiològics que apareixen com a conseqüència de l'acció del temps sobre els éssers vius. Així doncs, en termes de població geogràfica, l'envelliment és una edat calculada a partir d'una mitjana, que ens informa de quants anys viuen les dones i els homes d'una població determinada, i va molt lligada amb l'esperança de vida.
Als països desenvolupats, aquesta xifra és més alta gràcies a les millors condicions de vida, el desenvolupament de la ciència i la tecnologia relacionades amb la sanitat, i els avenços de tot tipus. En canvi, als països no desenvolupats la xifra és molt baixa a causa de la poca prevenció de la higiene, la manca de sanitat de qualitat i les males condicions de vida. En els països emergents, l'esperança de vida va creixent, però encara és més baixa que el dels països desenvolupats.

## Món
Als països emergents d'Àsia i Amèrica Llatina segueix creixent l'esperança de vida. Es creu que la proporció de població entre joves i vells augmentarà entre el 8% i el 15% fins al 2025. A Àfrica, la proporció de joves sobre vells és més alta i no deixa de créixer, producte de moltes morts infantils que no arriben a l'edat adulta, i molts naixements.

## Espanya
Espanya és un país desenvolupat on l'envelliment de la població està en constant augment, i es preveu que en els propers cinquanta anys la població d'edat major es quadruplicarà.
Les piràmides demogràfiques espanyoles es veuen en un procés de canvi i inversió de la seva forma a causa de l'augment de l'esperança de vida i la reducció de les taxes de mortalitat i fecunditat. Aquesta inversió de les piràmides porta molts problemes socials i sobretot econòmics ja que hi ha molta població envellida, i en canvi poca població activa per treballar i contribuir a l'estat del benestar.

## Conseqüències
L'envelliment de la població és un fet vigent en molts països, en els quals sol predominar la tercera edat per sobre la població jove. Això és el causant de molts canvis polítics, que es basaran o s'haurien de basar en el benestar social i més atencions sanitàries, i es prendrien mesures com per exemple els canvis en l'edat de jubilació i els sistemes públics de pensions.
D'altra banda, també hi hauria canvis socials i culturals i també urbanístics ja que les grans ciutats i els pobles s'han de preparar per una població que tingui necessitats especials de mobilitat o altres i han de poder garantir les facilitats, com per exemple l'accés als establiments per rampes. En l'àmbit social trobaríem un canvi de reorganització de la llar en el sentit que a part que els avis i les àvies crien i cuiden als nets i les netes, la prolongació de la vida també allarga la seva participació en el consum i l'oci, i es crea un col·lectiu que destina diners a viatges, que no és passiu sinó que és molt actiu. D'aquesta manera, la societat fa un pas endavant en el sentit de la vitalitat de les nostres àvies i avis.

## Situació mundial l'any 2009 segons l'Organització Mundial de les Nacions Unides
Al gener de 2010, les Nacions Unides van publicar el report Envelliment de la població 2009. Del contingut d'aquest informe en destaquen quatre conclusions: 
1. L'envelliment de la població no té precedents, és un procés sense comparació en la història de la humanitat. La població envelleix quan augmenta la proporció de persones de la tercera edat (persones que tenen més de 60 anys) i s'acompanya amb la reducció de la natalitat. De fet, l'ONU creu que a partir de 2045 el nombre de persones de la tercera edat superarà el de persones menors de 15 anys. Dins de les regions més desenvolupades, l'envelliment es troba en una fase molt avançada i, des de 1998, el nombre de joves ha caigut en comparació amb les persones del grup de la tercera edat.
2. L'envelliment de la població és generalitzat, ja que afecta gairebé tots els països del món. El resultat de l'envelliment de la població, principalment com a conseqüència de la reducció de la fecunditat, s'ha convertit en pràcticament universal. La desacceleració resultant en el creixement del nombre de mainatges, juntament amb l'augment constant del nombre de persones de la tercera edat, influeix directament en la justícia, tant intergeneracional com intrageneracional i la solidaritat, que són els fonaments principals d'una societat moderna i avançada.[5]
3. L'envelliment de la població és profund i té importants conseqüències i repercussions per a totes les facetes i tots els aspectes de la vida humana. En l'àmbit econòmic, l'envelliment de la població té un impacte en el creixement econòmic, l'estalvi, la inversió, el consum, els mercats de treball, les pensions, els impostos i les transferències intergeneracionals. En l'àmbit social, l'envelliment de la població influeix en la composició familiar i vital, la demanda d'habitatge, les tendències de la migració, l'epidemiologia i la necessitat de serveis de salut. En l'àmbit polític, l'envelliment de la població pot alterar els patrons de vot i la representació política.
4. L'envelliment de la població és permanent. Des de 1950, la proporció de persones de la tercera edat ha augmentat constantment, passant del 8% l'any 1950 a l'11% l'any 2009, i s'espera que pugui assolir el 22% l'any 2050.